# 海伍德縣 (北卡羅萊納州)
海伍德县（英語：Haywood County）是美國北卡羅萊納州西部的一個縣，北鄰田納西州。面積1,436平方公里。根据美國2000年人口普查，共有人口54,033人。縣治韋恩斯維爾（Waynesville）。
海伍德縣成立於1808年12月15日，其縣名是紀念北卡羅萊納州財政部長、北卡羅萊納大學第一屆校董會成員約翰·海伍德（John Haywood，1755-1827）。